# Liste der Bodendenkmale in Kamenz
In der Liste der Bodendenkmale in Kamenz sind die Bodendenkmale der Stadt Kamenz und ihrer Ortsteile nach dem Stand der Auflistung von Harald Quietzsch und Heinz Jacob aus dem Jahr 1982 aufgelistet. Eventuelle Änderungen und Ergänzungen, insbesondere aus der Zeit nach der Wende, sind nicht berücksichtigt, da für Sachsen aktuell keine neueren allgemein zugänglichen Bodendenkmallisten vorliegen. Die Baudenkmale sind in der Liste der Kulturdenkmale in Kamenz aufgeführt.
| Denkmal-ID | Fundart             | Ortsteil    | Bezeichnung                    | Zeitstellung                   | Lage | Bemerkungen | Bild |
| ---------- | ------------------- | ----------- | ------------------------------ | ------------------------------ | --- | --- | ---- |
| ?          | besonderer Stein    | Bernbruch   | Steinkreuz                     | Spätmittelalter                | südwestlicher Ortsteil, östlich an der Straße nach Kamenz                                                                                      | Schutz seit 15. November 1971                                                                                             |      |
| ?          | Grabmal > Grabhügel | Bernbruch   | Hügelgrab                      | Bronzezeit                     | nordnordwestlich des Orts am Osthang des Roten Bergs, nordwestlich der Straße                                                                  | Überrest einer Gruppe, Schutz seit 29. September 1971                                                                     |      |
| ?          | Befestigung > Burg  | Biehla      | Wallanlage                     | Bronzezeit bis frühe Eisenzeit | südwestlicher Ortsteil, östlich an der Straße nach Kamenz                                                                                      | Ringwall, verflachte Reste erkennbar, Schutz seit 10. September 1934, erneuert 1. Februar 1957                            |      |
| ?          | Grabmal > Grabhügel | Brauna      | Gruppe von ca. 30 Hügelgräbern | Bronzezeit                     | ostsüdöstlich des Orts, Gipfel des Schlossbergs                                                                                                | |      |
| ?          | Grabmal > Grabhügel | Brauna      | Gruppe von ca. 8 Hügelgräbern  | Bronzezeit                     | nordwestlich des Orts, nördlich des Rohrbachs, Forstabteilung 102, um die Kreuzung von Schneise 1 und der Straße von Cunnersdorf nach Neukirch | |      |
| ?          | Befestigung > Burg  | Cunnersdorf | Wasserburg                     | Mittelalter                    | südwestlicher Ortsteil, südöstlicher Gutsbereich                                                                                               | durch Wohnhaus überbaut, Grabenreste zu Teichen ausgebaut, Schutz seit 8. Mai 1935, erneuert 29. September 1971           |      |
| ?          | besonderer Stein    | Cunnersdorf | Steinkreuz                     | Spätmittelalter                | westlich des Orts, nördlich an der Straße nach Schönbach, im Winkel des nach Norden führenden Wegs                                             | Webschiffchen eingeritzt, Sonne und Jahreszahlen modern ergänzt, Schutz seit 27. Oktober 1971                             |      |
| ?          | besonderer Stein    | Hausdorf    | Steinkreuz                     | Spätmittelalter                | südlich des Orts, nordwestlich an der Straße nach Cunnersdorf                                                                                  | Schutz seit 15. November 1971                                                                                             |      |
| ?          | Befestigung > Burg  | Jesau       | Wehranlage                     | Mittelalter                    | nördlicher Ortsteil, Südwestecke des Straßenknicks                                                                                             | wehrhafter Viereckturm, Grabenbefestigung nicht (mehr) sichtbar, Schutz seit 28. Dezember 1935, erneuert 19. Oktober 1955 |      |
| ?          | besonderer Stein    | Jesau       | Steinkreuz                     | Spätmittelalter                | südlicher Ortrand, Nordostecke des Knicks der Straße nach Deutschbaselitz                                                                      | undeutliche Inschrift, Schutz seit 15. November 1971                                                                      |      |
| ?          | Befestigung > Burg  | Kamenz      | Wallanlage Reinhardsberg       | undatiert                      | südlich des Orts, Hochplateau südlich über dem Langen Wasser                                                                                   | Umwallung beseitigt, Plateau mit Außenböschungen hervorgehoben, Schutz seit 19. Februar 1936, erneuert 12. November 1956  |      |
| ?          | Befestigung > Burg  | Kamenz      | Wehranlage „Schlossberg“       | Mittelalter                    | östlicher Altstadtrand, nördliches Hochufer des Langen Wassers                                                                                 | Spornbefestigung mit Abschnittscharakter, durch Bebauung verändert, Schutz seit 19. Februar 1936, erneuert 5. März 1962   |      |
| ?          | besonderer Stein    | Kamenz      | Schalensteine                  | undatiert                      | ostsüdöstlich des Orts im Spittelforst, nahe der Flurgrenze                                                                                    | drei übermannshohe Granitblöcke mit Schälchen, besonders auf dem mittleren, Schutz seit 1939, erneuert 29. September 1971 |      |
| ?          | besonderer Stein    | Kamenz      | Steinkreuz                     | Spätmittelalter                | westlicher Ortsrand, in die Choraußenwand der St.-Just-Kirche eingemauert                                                                      | Schutz seit 21. Oktober 1971                                                                                              |      |
| ?          | besonderer Stein    | Kamenz      | Steinkreuz                     | Spätmittelalter                | südsüdöstlicher Ortsrand, nordöstlich am Wiesaer Kirchweg                                                                                      | Armbrusteinzeichnung, Schutz seit 15. November 1971                                                                       |      |
| ?          | Befestigung > Burg  | Liebenau    | Wasserburg                     | Mittelalter                    | östlicher Ortsrand, östlicher Gutsbereich | überbaut, Reste des trockengelegten Grabens erkennbar, Schutz seit 16. September 1936, erneuert 12. November 1956         |      |
| ?          | besonderer Stein    | Liebenau    | Steinkreuz                     | Spätmittelalter                | nordnordwestlich des Orts, östlich an der Straße nach Cunnersdorf, am Leibnitzberg                                                             | Schwerteinzeichnung, Schutz seit 15. November 1971                                                                        |      |
| ?          | besonderer Stein    | Liebenau    | Steinkreuz                     | Spätmittelalter                | südöstlich des Orts, nördlich an der Straße von Brauna nach Kamenz, westlich des Abzweigs nach Liebenau                                        | Schutz seit 15. November 1971                                                                                             |      |
| ?          | Grabmal > Grabhügel | Schwosdorf  | Gruppe von 37 Hügelgräbern     | Bronzezeit                     | westsüdwestlich des Orts im Wald, nordöstlich der Kreuzung des Scherrwegs und der Poststraße                                                   | durch Forstarbeiten teilweise stark gestört, Schutz seit 29. September 1971                                               |      |